# Marc Lawrence (actor)
Marc Lawrence (17 de diciembre de 1909 – 28 de noviembre de 2005) fue un actor cinematográfico estadounidense de carácter, especializado en personajes de los bajos fondos. En sus películas también aparecía bajo los nombres de F. A. Foss, Marc Laurence y Marc C. Lawrence.

## Biografía

### Vida personal
Su verdadero nombre era Max Goldsmith y nació en la ciudad de Nueva York. Su madre era de origen polaco y judía, Minerva Norma Sugarman, y su padre era Israel Simon Goldsmith, de raíces rusa y judía. Siendo estudiante formó parte de obras teatrales de aficionados, y completó su formación en el City College of New York. Estuvo casado con la novelista y guionista Fanya Foss, con la que tuvo dos hijos, falleciendo ella el 12 de diciembre de 1995. 
Marc Lawrence falleció por un fallo cardiaco el 28 de noviembre de 2005 en Palm Springs, California. Tenía 96 años de edad. Fue enterrado en el Cementerio Westwood Village Memorial Park de Westwood (Los Ángeles), California. Su hijo, Michael Lawrence, es un escritor y artista que vive en la isla griega de Hidra, y cuyo libro, My Voyage In Art, detalla sus reuniones con varios de los actores amigos de sus padres. La hija de Marc Lawrence, la actriz Toni Lawrence, estuvo casada con el actor Billy Bob Thornton, y protagonizó junto a su padre "Daddy's Deadly Darling".

### Carrera interpretativa
En 1930 Lawrence hizo amistad con otro joven actor, John Garfield. Ambos actuaron en diferentes obras de teatro antes de que Lawrence consiguiera un contrato cinematográfico con Columbia Pictures. Lawrence empezó a actuar en el cine en 1931, haciendo Garfield lo propio en 1938. La cara picada de viruelas y el inquietante aspecto de Lawrence le hicieron ideal para interpretar a gánsteres y personajes de los bajos fondos a lo largo de las siguientes seis décadas. 
Más adelante Lawrence fue sometido a escrutinio por sus inclinaciones políticas. Cuando fue llamado a declarar ante el Comité de Actividades Antiestadounidenses, admitió haber sido miembro del Partido Comunista de los Estados Unidos. Como consecuencia de ello fue incluido en la lista negra de Hollywood y hubo de exiliarse a Europa, donde siguió haciendo cine. Tras desaparecer la lista negra, volvió a Estados Unidos, reiniciando su trabajo interpretativo encarnando a gente del hampa. Así, encarnó a gánsteres en dos películas de James Bond: la de 1971 Diamonds Are Forever, con Sean Connery, y la de 1974 El hombre de la pistola de oro, con Roger Moore. También interpretó a un secuaz en el film de Laurence Olivier Marathon Man (1976), y a un estereotipado jefe mafioso de Miami en la comedia de Jerry Reed y Dom DeLuise Hot Stuff (1979).
Uno de sus últimos papeles fue el de Mr. Zeemo en el episodio de Star Trek: espacio profundo nueve "Badda-Bing Badda-Bang". Además, fue Gatherer Volnoth en la entrega de Star Trek: la nueva generación "The Vengeance Factor".
En 1991 se publicó la autobiografía de Lawrence, Long Time No See: Confessions of a Hollywood Gangster (ISBN 0-9636700-0-X). Lawrence fue también el asunto de una novela, The Beautiful and the Profane (ISBN 1-4107-0292-8/ISBN 978-14107029200)(publicada en 2002).
Su último papel para el cine tuvo lugar en Looney Tunes Back in Action, actuando como el vicepresidente de la Corporación Acme.

## Filmografía parcial
- White Woman (1933)
- Charlie Chan on Broadway (1937)
- The Spider's Web (1938, serial)
- Charlie Chan in Honolulu (1938)
- Sergeant Madden (1939)
- Rejas humanas (1939)
- The Housekeeper's Daughter (Locos sueltos) (1939)
- Invisible Stripes (1939)
- Johnny Apollo (1940)
- Charlie Chan at the Wax Museum (1940)
- The Monster and the Girl (1941)
- The Shepherd of the Hills (1941)
- Hold That Ghost (1941)
- Sundown (1941)
- Nazi Agent (1942)
- This Gun for Hire (1942)
- 'Neath Brooklyn Bridge (1942)
- Incidente en Ox-Bow (1943)
- Submarine Alert (1943)
- Tampico (1944)
- The Princess and the Pirate (La princesa y el pirata) (1944)
- Dillinger (1945)
- Flame of Barbary Coast (1945)
- Captain from Castile (El capitán de Castilla) (1947)
- I Walk Alone (Al volver a la vida) (1948)
- Key Largo (1948)
- Jigsaw (1949)
- Abbott and Costello in the Foreign Legion (1950)
- The Asphalt Jungle (La jungla de asfalto) (1950)
- The Desert Hawk (El halcón del desierto) (1950)
- My Favorite Spy (1951)
- La Tratta delle bianche (1952)
- Il più comico spettacolo del mondo (1953)
- Helen of Troy (Helena de Troya) (1956)
- Days of Wine and Roses (1958) (TV)
- Johnny Tiger (1966)
- The Rat Patrol, episodio "The Moment of Truce Raid" (1966)
- Krakatoa, East of Java (1969)
- Diamonds Are Forever (1971)
- El hombre de la pistola de oro (1974)
- Marathon Man (1976)
- A Piece of the Action (1977)
- Foul Play (1978)
- Hot Stuff (1979)
- Super Fuzz (1980)
- Cat and Dog (1982)
- Night Train to Terror (1985)
- The Big Easy (Querido detective) (1987)
- Blood Red (1989)
- Ruby (La conspiración de Dallas) (1992)
- Newsies (1992)
- Four Rooms (1995)
- From Dusk Till Dawn (1996)
- Gotti (1996)
- End of Days (1999)
- Atando cabos (2001)
- Looney Tunes: Back in Action (2003)